# Mazsalaca (novads)
Mazsalaca (łot.: Mazsalacas novads) – jeden z łotewskich novadsów, funkcjonujący w latach 2009–2021.

## Historia
Novads powstało na terenach należących przed 2009 do rejonu Valmiera.
W skład novadsu wchodziło miasto Mazsalaca oraz cztery pagastsy: Mazsalaca, Ramata, Sēļi i Skaņkalne. Jego stolicą zostało miasto Mazsalaca.
Zlikwidowany w ramach reformy administracyjnej 30 czerwca 2021. Wszedł w całości w skład nowego novadsu Valmiera.